# Боцвана на Светском првенству у атлетици у дворани 2024.
Боцвана је учествовала на 19. Светском првенству у атлетици у дворани 2024. одржаном у Глазгову од 1. до 3. марта четрнаести пут. Репрезентацију Боцване представљао је 1 такмичар који се такмичио у трци на 800 метара.,
На овом првенству такмчар Боцване није освојио ниједну медаљу нити је остварио неки резултат.

## Учесници
Мушкарци:
- Tshepiso Masalela — 800 м

## Резултати

### Мушкарци
| Атлетичар         | Дисциплина | Лични рекорд | Квалификација | Квалификација | Полуфинале | Полуфинале | Финале               | Финале  | Детаљи |
| Атлетичар         | Дисциплина | Лични рекорд | Резултат      | Место         | Резултат   | Место      | Резултат             | Место   | Детаљи |
| ----------------- | ---------- | ------------ | ------------- | ------------- | ---------- | ---------- | -------------------- | ------- | ------ |
| Tshepiso Masalela | 800 м      | 1:45,56 НР   | 1:46,76 КВ    | 2. у гр. 1    | 1:48,44    | 5. у гр. 1 | Није се квалификовао | 11 / 27 |        |